# Marais salants de Guérande, traicts du Croisic et dunes de Pen-Bron
Marais salants de Guérande, traicts du Croisic et dunes de Pen-Bron este o arie protejată (sit de importanță comunitară — SCI) din Franța întinsă pe o suprafață de 4.376 ha, din care 29 % marine.

## Localizare
Centrul sitului Marais salants de Guérande, traicts du Croisic et dunes de Pen-Bron este situat la coordonatele 47°18′03″N 4°48′43″W / 47.30083°N 4.81194°V.

## Înființare
Situl Marais salants de Guérande, traicts du Croisic et dunes de Pen-Bron a fost declarat arie specială de conservare în baza directivei 92/43 din 1992 referitoare la conservarea habitatelor naturale și a faunei și florei sălbatice pentru a proteja 2 specii de plante și 4 specii de animale.

## Biodiversitate
Situată în ecoregiunea atlantică, aria protejată conține 27 de habitate naturale: Păduri de fag acidofile atlantice, cu subarboret de Ilex și, uneori, de asemenea, Taxus, la nivelul arbuștilor (Quercion robori-petraeae sau Ilici-Fagenion), Dune mobile cu vegetație embrionară, Dune fixe decalcificate atlantice (Calluno-Ulicetea), Dune împădurite din regiunile atlantică, continentală și boreală, Lagune de coastă, Tufărișuri halofile mediteraneene și termo-atlantice (Sarcocornetea fruticosi), Estuare, Păduri acidofile de stejar bătrân cu Quercus robur pe câmpii nisipoase, Bancuri de nisip acoperite în permanență slab de apă marină, Terase mlăștinoase și terase nisipoase neacoperite de apă la reflux, Vegetație anuală la limita mareei, Salicornia și alte specii anuale care populează regiunile mlăștinoase și nisipoase, Pajiștile Spartina (Spartinion maritimae), Pășuni atlantice udate de apa mării (Glauco-Puccinellietalia maritimae), Dune mobile de-a lungul țărmului cu Ammophila arenaria („dune albe”), Dune de coastă fixe cu vegetație erbacee („dune gri”), Depresiuni intradunale umede, Dune împădurite cu Pinus pinea și/sau Pinus pinaster, Golfuri mici largi și golfuri puțin adânci, Recifuri, Formațiuni ierboase bogate în specii de Nardus, dezvoltate pe substraturi silicioase în zone montane (și în zone submontane, în Europa continentală), Ape stătătoare oligotrofe până la mezotrofe, cu vegetație de Littorelletea uniflorae și/sau de Isoëto-Nanojuncetea, Pajiști uscate europene, Ape puternic oligomezotrofe cu vegetație bentonică cu Chara spp., Fânețe de joasă altitudine (Alopecurus pratensis, Sanguisorba officinalis), Faleze cu vegetație de pe coastele atlantice și baltice, Pășuni mediteraneene udate de apa mării (Juncetalia maritimi).
La baza desemnării sitului se află mai multe specii protejate:
- plante (2): Luronium natans, Rumex rupestris
- mamifere (1): vidră de râu (Lutra lutra)
- nevertebrate (3): Coenagrion mercuriale, Gortyna borelii lunata, rădașcă (Lucanus cervus)

Pe lângă speciile protejate, pe teritoriul sitului au mai fost identificate 5 specii de plante, 1 specie de păsări, 3 specii de amfibieni, 1 specie de mamifere, 2 specii de reptile.